# Dobet Gnahoré

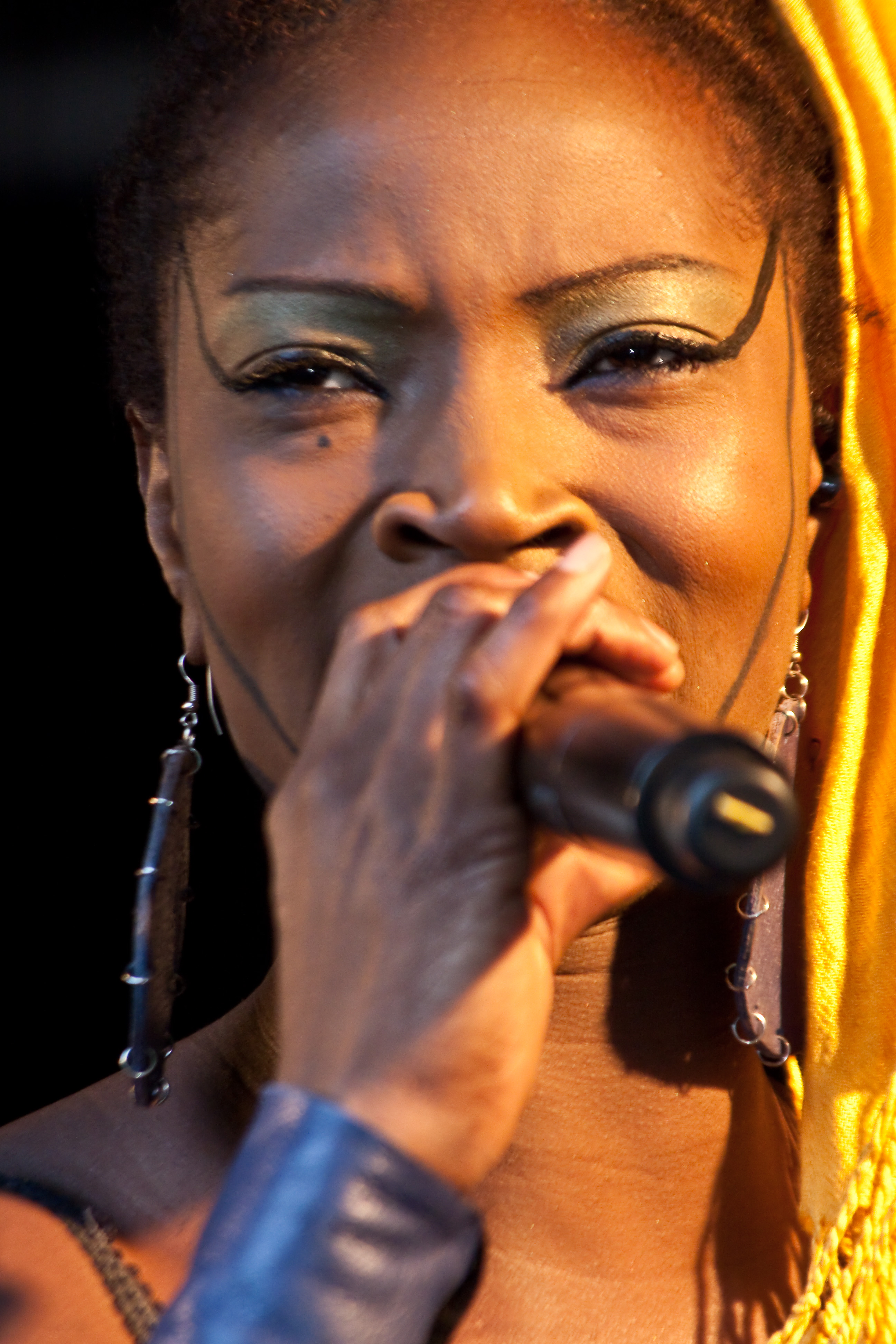
Dobet Gnahoré

Dobet Gnahoré (* 17. Juni 1982) ist eine ivorische Sängerin.

## Leben

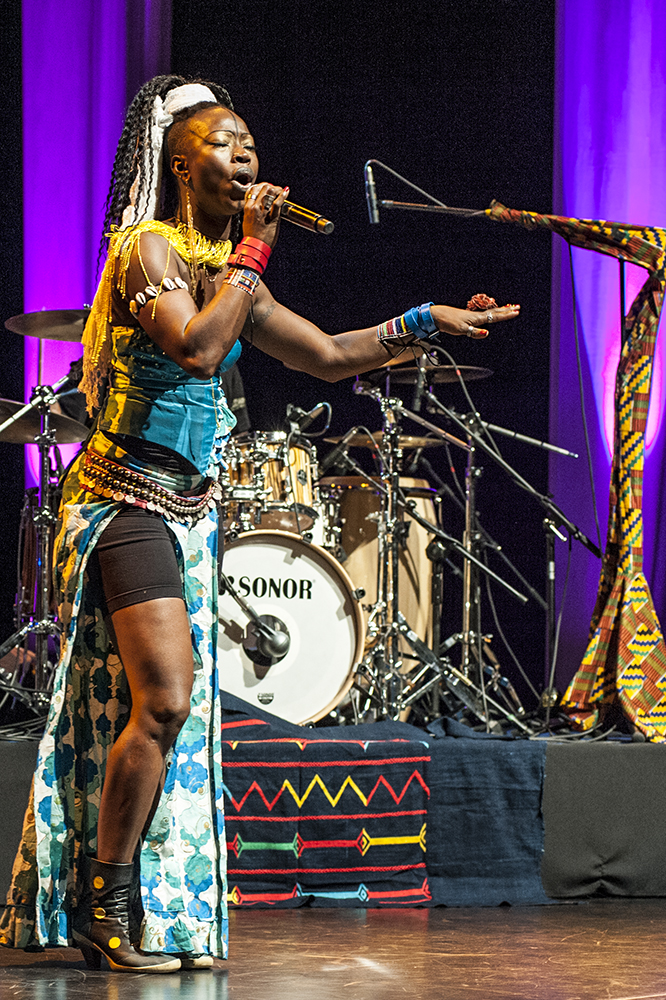
Dobet Gnahoré im September 2012 in Warschau

Sie siedelte 1999 wegen des Bürgerkriegs in der Elfenbeinküste nach Marseille über. Ihr Vater, Boni, tritt zusammen mit seiner Tochter als Schlagzeuger auf.
Im Jahr 2006 wurde sie für den BBC Radio 3 Awards for World Music als „Bester Newcomer“ nominiert. Drei Jahre später, am 31. August 2010, wurde sie auf der 52. Verleihung mit dem Grammy Award in der Kategorie „Grammy Award for Best Urban/Alternative Performance“ zusammen mit India.Arie ausgezeichnet. 2018 gab sie mehrere Konzerte mit dem Trio Ivoire.

## Diskographie
- 2003: Ano Neko (Gestalten wir gemeinsam!) mit Colin Laroche
- 2007: Na Afriki (Aus Afrika), Malagueta Music, Berlin
- 2010: Djekpa La You (Kinder der Welt), Contrejour
- 2014: Na Dre, Contrejour
- 2021: Couleur, Cumbancha

## Film
- Dobet Gnahoré bei den Musikalischen Höhenflügen. Regie: Thierry Gautier, Sylvain Leduc. Arte, Frankreich 2021